# Treå
Treå är ett vattendrag i Danmark.   Det ligger i Norddjurs kommun i Region Mittjylland, i den nordöstra delen av landet, 150 km nordväst om Köpenhamn. Den mynnar ut i Kattegatt vid Bønnerup Strand.